# Mary & Gordy
Mary und Gordy (vollständige Namen: Mary Morgan und Gordy Blanche), dargestellt von Georg Preuße (Mary) und Reiner Kohler (Gordy), waren in den 1980er Jahren ein bekanntes deutsches Travestieduo, das sowohl auf namhaften Bühnen als auch in vielen Unterhaltungsshows im Fernsehen auftrat.

## Werdegang
Preuße und Kohler waren schon vorher im Fach tätig und schlossen sich zusammen. Sie kreierten eigene Charaktere, parodierten aber auch berühmte Künstler wie beispielsweise Heino oder Nana Mouskouri. Die Vorbereitungen für Auftritte in Las Vegas liefen schon, als Kohler Angst hatte, dort „hängenzubleiben“ wie beispielsweise Siegfried und Roy. So ließen sie dieses Angebot wieder fallen.
Manager des Duos war Preußes damaliger Lebensgefährte und späterer Mann Jack Amsler, Kostümbildnerin Maria Lucas und Autor Charles Lewinsky.
Eine Show war der Beitrag der ARD zu einer Rose von Montreux. 1987 wurde das Duo mit der Goldenen Europa und der Goldenen Kamera ausgezeichnet. Noch im selben Jahr musste es sich aufgrund eines Rückenleidens von Kohler, das weitere Bühnenauftritte unmöglich machte, auflösen.
Ein Höhepunkt jeder Show war das letzte Lied So leb dein Leben, eine Interpretation des Frank Sinatra Klassikers My Way in der Version von Mary Roos. Gordy bzw. Kohler singt, bereits abgeschminkt und nur mit einer Hose bekleidet, während sich Mary während des Gesangs seiner Schminke, Kleidung und Perücke entledigt und von Mary zu Georg Preuße wird. Nachdem Preuße nach Kohlers Rückzug von der Bühne nur noch alleine als Mary auftrat, übernahm er auch den kompletten Gesangspart und beendete jeden seiner Auftritte mit diesem Lied und der Verwandlung von Mary zu Preuße.
Georg Preuße begann eine Solokarriere. Reiner Kohler arbeitete in der Showbranche im Hintergrund und starb am 18. Januar 1995.

## Medien
LPs
- 1981: … doch richtige Damen werden wir nie
- 1983: Meistens ist gar nichts dahinter
- 1985: Frau’n, Frau’n, Frau’n
- 1987: Live! Spass an der Verwandlung
- 1987: Live (2 Discs)
- 1988: Starportrait

Singles
- 1981: So leb’ Dein Leben (My Way) / Doch richtige Damen werden wir nie (The Lady Is a Tramp)
- 1983: Es ist nicht leicht ein Clown zu sein / Vom festen Grundsatz zum lockeren Mädchen
- 1985: Frau’n, Frau’n, Frau’n / Kanasta
- 1987: 1000 Augen / Frau’n, Frau’n, Frau’n (Teil II)

Videos
- 1981: Spaß an der Verwandlung Teil 1–3 (Audiothek Litera AG)
- 1983: Mary und Gordy auf dem Lande (VHS)
- 1986: Frau’n, Frau’n, Frau’n